# Genazzano
Genazzano je grad i općina u metropolitanskom gradu Rimu, smješten na 375 metara nadmorske visine.
U mjestu se nalazi svetište i crkva Madonna del buon consiglio koja je povjerena augustinskom redu, a čuva izvornu sliku Gospe od Dobrog Savjeta.